# 古斯塔沃·培尼亚
古斯塔沃·培尼亚（西班牙語：Gustavo Peña，1942年11月22日—2021年1月19日），墨西哥男子足球运动员，司职后卫。他曾代表墨西哥参加1966年和1970年国际足联世界杯。他于1979年担任墨西哥国家队主教练。